# (2246) Bowell
(2246) Bowell es un asteroide que forma parte del cinturón exterior de asteroides y fue descubierto el 14 de diciembre de 1979 por Edward L. G. Bowell desde la Estación Anderson Mesa, en Flagstaff, Estados Unidos.

## Designación y nombre
Bowell recibió inicialmente la designación de 1979 XH.
Más adelante, en 1981, se nombró en honor del astrónomo estadounidense Edward Bowell.

## Características orbitales
Bowell orbita a una distancia media del Sol de 3,958 ua, pudiendo alejarse hasta 4,329 ua y acercarse hasta 3,587 ua. Su inclinación orbital es 6,494 grados y la excentricidad 0,09371. Emplea en completar una órbita alrededor del Sol 2876 días.
Bowell pertenece al grupo asteroidal de Hilda.

## Características físicas
La magnitud absoluta de Bowell es 10,56. Tiene un diámetro de 44,21 km y un periodo de rotación de 4,992 horas. Su albedo se estima en 0,054. Bowell está clasificado en el tipo espectral D.